# Northern Arm
Northern Arm är en ort i Kanada.   Den ligger i provinsen Newfoundland och Labrador, i den östra delen av landet, 1 600 km öster om huvudstaden Ottawa. Antalet invånare är 385.
Terrängen runt Northern Arm är platt. Havet är nära Northern Arm österut. Runt Northern Arm är det ganska tätbefolkat, med 108 invånare per kvadratkilometer.. Närmaste större samhälle är Botwood, 3,0 km sydost om Northern Arm. 
I omgivningarna runt Northern Arm växer i huvudsak blandskog.